# La profezia di Celestino (film)
La profezia di Celestino (The Celestine Prophecy) è un film del 2006 diretto da Armand Mastroianni, basato sull'omonimo best seller di James Redfield.

## Trama
In Perù viene ritrovato un antico manoscritto noto come la Profezia di Celestino, contenente al suo interno nove importanti chiavi della conoscenza. Grazie a queste chiavi, si può intraprendere un percorso spirituale, percorso che inizierà il protagonista, ma anche percorso che può intraprendere l'umanità per migliorare.